# Influerare
Influerare, även influencer, är i reklam- och mediesammanhang ett samlingsnamn för opinionsbildare och andra personer som uttalar sig i sociala medier och andra kanaler för att påverka attityder och handlingar hos läsare och följare med samma intressen. Influerare är även bloggare inom mode, hälsa och livsstil som får betalt för att visa fram eller omtala vissa produkter eller varumärken på ett personligt och positivt sätt och därigenom påverka konsumenterna. Influerare kan vara kändisar, men begreppet syftar främst på förtroendeingivande personer med mål och möjlighet att påverka specifika målgrupper.
Termen har bildats av den engelska motsvarigheten influencer ("påverkare"), som är vanligt förekommande även på svenska. Andra liknande begrepp är påverkare, opinionsbildare, trendskapare, trendsättare, förebild, motivatör och inspiratör.

## Mediepersonligheter och bloggare

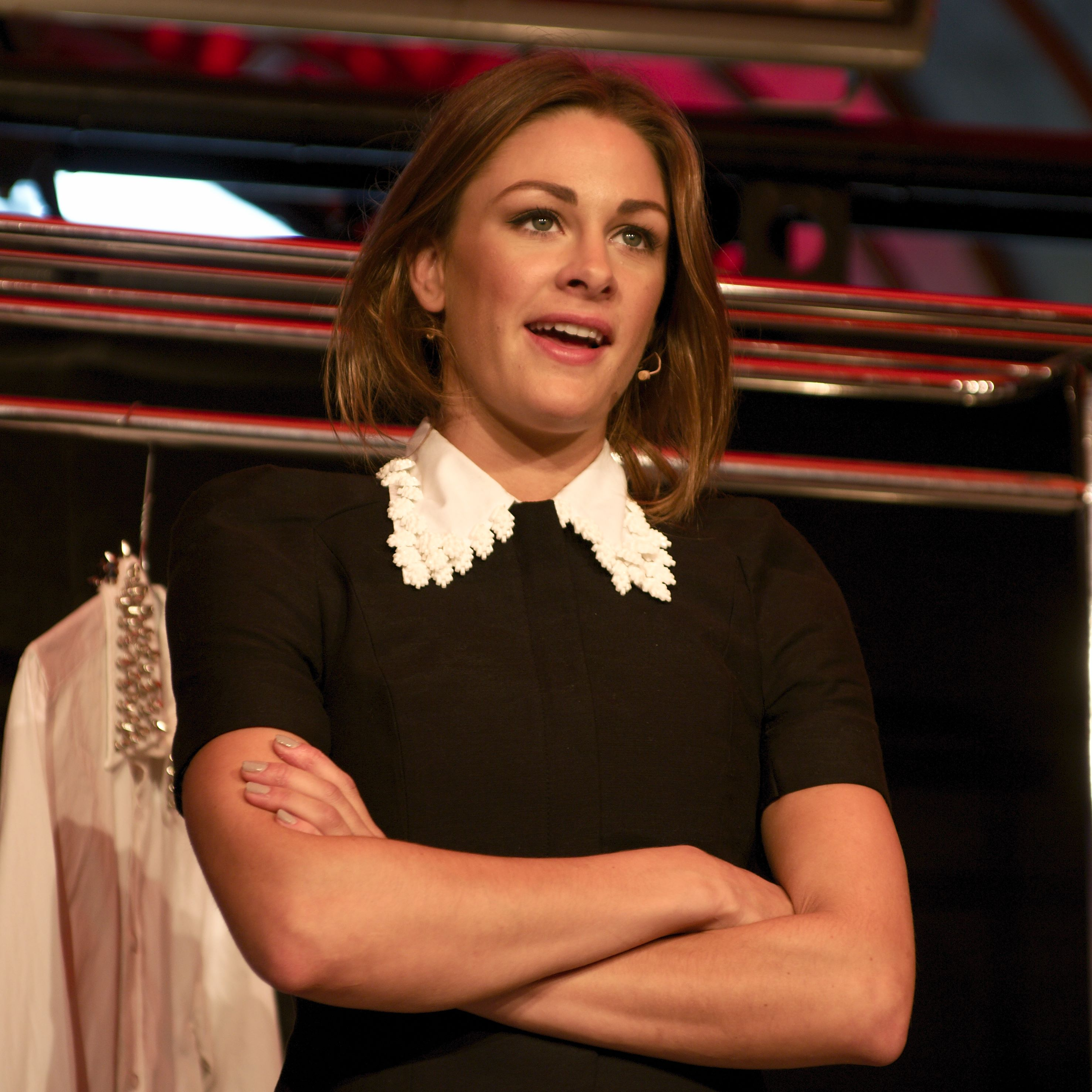
Den norska modellen, skådespelaren, programledaren och designern Jenny Skavlan (född 1986) fick pris som «Årets kändisbloggare» under Vixen Influencer Awards 2015. Hon har som kändis, mediepersonlighet och marknadsinfluerare särskilt påverkat unga kvinnor och deras konsumtionsval.

Influerare eller påverkare är karaktärsstarka personer som någon lyssnar på, litar på och följer råden från. Typiska exempel är ledargestalter i skolklasser och andra grupper.
Inom marknadsföring och medier används termen "personer med en större publik". Det kan vara kändisar från sport, underhållning och andra branscher. De är karismatiska, får mycket uppmärksamhet i olika medier, har auktoritet och anseende i sina kretsar, och betraktas ofta som experter inom sina områden. Sådana påverkare är till exempel fotografer, journalister, akademiker, branschanalytiker, rådgivare, artister, författare, skådespelare och modeller.
Influerare kan också vara bloggare, youtubare, podcastare, twittrare, instagrammare och andra som har en stor publik eller många följare på internet. Även om influerare har bestämda uppfattningar om samhällsordningen och framträder som aktivister i vissa fall är de inte partipolitiskt bundna.

## Användningen av influerare i marknadsföring
Influerarmarknadsföring eller påverkarmarknadsföring (eng. influencer marketing) och är en marknadsföring som inte riktar reklambudskapet direkt till köparna och publiken, utan istället använder sig av inflytelserika personer. Tillverkare, handlare och annonsörer försöker bygga varumärken och öka försäljningen genom att associera vissa produkter med populära personligheter som kan påverka möjliga köpare. Genom att utnyttja den tillit och trovärdighet influerare har som trendsättare och förebilder för sina lojala följare och beundrare, kan de nå ut till och påverka målgruppen för produkterna mer effektivt.
Influerarmarknadsföring kan till exempel vara produktplacering på bilder och videor av ledande internetprofiler och stilskapare. Det kan också vara att betala influerare för att marknadsföra och rekommendera vissa varumärken i sina texter och olika inlägg.
Det finns stränga regler som styr vad man får säga om hälsokostpreparat, skönhetsprodukter och liknande varor. Enligt Konsumentverket har sponsrat innehåll i personliga uttalanden i sociala medier ofta varit dåligt markerat. Det är viktigt att känna till hur man får skriva och prata om produkter, och att det inte bara gäller tillverkaren, utan även den som marknadsför varorna på sin blogg, eller på Instagram, Facebook eller i en podd. Risken är annars att konsumenterna blir vilseledda och tror att produkterna har en betydligt positivare påverkan på hälsan än vad de rimligen kan ha. Det ska framgå tydligt när det är reklam, och företag som samarbetar med sociala medieprofiler måste känna till att reklam inte får smygas in utan ska vara tydligt markerad.

### Inflytande
I en undersökning genomförd av Internetstiftelsen 2020 svarade 18 procent av de svenska internetanvändarna över 16 år att de någon gång hade köpt en vara som en känd influerare hade rekommenderat. Undersökningen visade vidare att det var mer än dubbelt så många kvinnor som handlade på rekommendation av influerare, 24 procent jämfört med 11 procent för män. Det var framförallt unga kvinnor som gjorde det,  i exempelvis åldern 16–25 år var siffran 55 procent.

## Priser och utmärkelser
- Cision PR Influencer Award utdelas årligen till Sveriges mest inflytelserika PR-konsult i digitala medier. År 2017 gick priset till artisten och modebloggaren Viktor Frisk.[8]
- Stora Influencerpriset instiftades 2017 av Influencers of Sweden, Sveriges intresseorganisation för influerare på sociala medier. År 2017 gick priset för "Årets Influencer" till Margaux Dietz[9] och priset för "Årets Business" till Therese Lindgren[10].
- Swedish Health Awards delades ut första gången 2017 till årets bästa inspiratör, influerare, bloggare, hälsohjälte och hälsoföretag. Linnéa Claeson fick priset som årets influerare.[11]